# Eva Nyström (Triathletin)
Eva Nyström (* 25. Dezember 1977 in Piteå) ist eine ehemalige schwedische Duathletin und Triathletin. Sie ist Vize-Weltmeisterin Wintertriathlon (2006) und zweifache Duathlon-Weltmeisterin auf der Langdistanz (2012, 2013).

## Werdegang
Eva Nyström startet seit 2003 als Profi-Athletin. Sie ist siebenfache schwedische Duathlon- und Triathlon-Meisterin und hält den aktuellen schwedischen Rekord auf der Ironman-Distanz.

### Vize-Weltmeisterin Wintertriathlon 2006
2006 wurde sie Vize-Weltmeisterin Wintertriathlon und 2007 wurde sie Zweite bei den Wintertriathlon-Europameisterschaften in Liechtenstein.
2007, 2008 und 2011 wurde Nyström in der Schweiz Duathlon-Vize-Weltmeisterin auf der Langdistanz.
Im April 2012 wurde sie im Duathlon Zweite bei den Powerman-Europameisterschaften auf der Langdistanz und im April 2013 konnte sie dies wiederholen.

### Weltmeisterin Duathlon Langdistanz 2012
In Zofingen wurde sie im September 2012 Duathlon-Weltmeisterin und konnte diesen Erfolg auf der Langdistanz 2013 wiederholen. 2014 wurde sie hier hinter der Britin Emma Pooley Vize-Weltmeisterin.
Im Oktober 2014 wurde sie auf Mallorca Vierte bei der Europameisterschaft auf der Triathlon-Mitteldistanz.

### Nationale Meisterin Duathlon 2015
2015 wurde sie schwedische Duathlon-Meisterin. Nyström lebt in Mölndal.
Im September 2017 konnte sie wie schon im Vorjahr gemeinsam mit dem Australier Adriel Young im Mixed-Team das Swim&Run-Rennen Ö till Ö gewinnen. Seit 2017 tritt die zweifache Mutter nicht mehr international in Erscheinung.

## Sportliche Erfolge
| Datum/Jahr    | Rang | Wettbewerb                                           | Austragungsort  | Zeit     | Bemerkung                                                                                   |
| ------------- | ---- | ---------------------------------------------------- | --------------- | -------- | ------------------------------------------------------------------------------------------- |
| 27. Juni 2015 | 5    | ITU Long Distance Triathlon World Championships      | Motala          | 05:50:04 | Triathlon-Weltmeisterschaft auf der Langdistanz                                             |
| 18. Okt. 2014 | 4    | ETU Triathlon Middle Distance European Championships | Peguera         | 04:46:31 | Europameisterschaft auf der Mitteldistanz im Rahmen der Challenge Paguera-Mallorca          |
| 17. Aug. 2013 | 2    | Ironman Sweden                                       | Kalmar          | 09:17:56 |                                                                                             |
| 26. Mai 2013  | 2    | Ironman 70.3 Austria                                 | St. Pölten      | 03:51:30 | Das Rennen musste witterungsbedingt ohne die Schwimmdistanz ausgetragen werden.             |
| 11. Mai 2013  | 7    | Ironman 70.3 Mallorca                                | Alcúdia         | 04:35:29 |                                                                                             |
| 14. Apr. 2012 | 3    | Challenge Fuerteventura                              | Fuerteventura   | 04:37:11 | auf der Halbdistanz                                                                         |
| 3. Juli 2011  | 2    | Challenge Aarhus                                     | Aarhus          | 04:16:36 | Zweite auf der Halbdistanz hinter der Schweizerin Caroline Steffen                          |
| 2009          | 1    | Kalmar Triathlon                                     | Kalmar          |          |                                                                                             |
| 2008          | 19   | Ironman 70.3 Florida                                 | Orlando         |          |                                                                                             |
| 1. Juni 2008  | 6    | Ironman 70.3 Switzerland                             | Rapperswil-Jona |          | [ 4 ]                                                                                       |
| 30. März 2008 | 9    | Ironman 70.3 California                              | Oceanside       |          |                                                                                             |
| 18. März 2007 | 6    | Ironman South Africa                                 | Port Elizabeth  |          |                                                                                             |
| 2006          | 1    | Kalmar Triathlon                                     | Kalmar          |          | Schwedische Langstreckenmeisterschaft                                                       |
| 2005          | 2    | Kalmar Triathlon                                     | Kalmar          |          |                                                                                             |
| 2004          | 1    | Kalmar Triathlon                                     | Kalmar          |          | Schwedische Langstreckenmeisterschaft (3,8 km Schwimmen, 180 km Radfahren und 42 km Laufen) |

| Datum/Jahr    | Rang | Wettbewerb                                     | Austragungsort    | Zeit       | Bemerkung                                                                               |
| ------------- | ---- | ---------------------------------------------- | ----------------- | ---------- | --------------------------------------------------------------------------------------- |
| 1. Mai 2015   | 1    | SWE Duathlon National Championships            | Upplands Väsby    | 02:05:30   |                                                                                         |
| 12. Apr. 2015 |      | ETU Powerman Duathlon European Championships   | Horst aan de Maas |            | Europameisterschaft Duathlon                                                            |
| 7. Sep. 2014  | 2    | ITU Duathlon Long Distance World Championships | Zofingen          |            | Duathlon-Vize-Weltmeisterin                                                             |
| 8. Sep. 2013  | 1    | ITU Duathlon Long Distance World Championships | Zofingen          | 07:13:08   | Duathlon-Weltmeisterin beim Powerman Zofingen                                           |
| 21. Apr. 2013 | 2    | Powerman Duathlon European Championships       | Horst aan de Maas | 03:00:03   | Duathlon-Europameisterschaft                                                            |
| 2. Sep. 2012  | 1    | ITU Duathlon Long Distance World Championships | Zofingen          |            | Duathlon-Weltmeisterin                                                                  |
| 29. Apr. 2012 | 2    | Powerman Duathlon European Championships       | Horst aan de Maas | 03:05:52   | Vize-Europameisterin                                                                    |
| 4. Sep. 2011  | 2    | ITU Duathlon Long Distance World Championships | Zofingen          | 07:15:10,9 | Zweite bei der im Rahmen des Powerman Zofingen ausgetragenen Duathlon-Weltmeisterschaft |
| 2008          | 2    | ITU Duathlon Long Distance World Championships | Zofingen          |            | [ 9 ]                                                                                   |
| 2007          | 2    | ITU Duathlon Long Distance World Championships | Zofingen          |            | Zweite beim Powerman Zofingen (Weltmeisterschaft) hinter der Ungarin Erika Csomor       |

| Datum/Jahr   | Rang | Wettbewerb | Austragungsort            | Zeit     | Bemerkung                                                                  |
| ------------ | ---- | ---------- | ------------------------- | -------- | -------------------------------------------------------------------------- |
| 3. Sep. 2017 | 1    | Ö till Ö   | Stockholmer Schärengarten | 09:01:31 | Swimrun World Championships; im Mixed-Team mit Adriel Young aus Australien |
| 2016         | 1    | Ö till Ö   | Stockholmer Schärengarten | 08:49:58 | Swimrun World Championships; im Mixed-Team mit Adriel Young aus Australien |

| Datum/Jahr    | Rang | Wettbewerb                                  | Austragungsort | Zeit     | Bemerkung                                                                                                |
| ------------- | ---- | ------------------------------------------- | -------------- | -------- | --- |
| Feb. 2007     | 2    | ETU Winter Triathlon European Championships | Steg           | 01:32:12 | Europameisterschaft am 10. und 11. Februar 2007 (6 km Laufen, 10 km Mountainbike und 9,3 km Skilanglauf) |
| 25. März 2006 | 2    | ITU Winter Triathlon World Championships    | Sjusjøen       | 01:46:14 | Vize-Weltmeisterin Wintertriathlon                                                                       |

(DNF – Did Not Finish)